# Tour of Guangxi 2023
Tour of Guangxi 2023 var den fjärde upplagan av det kinesiska etapploppet Tour of Guangxi. Cykelloppets sex etapper kördes mellan den 12 och 17 oktober 2023 med start i Beihai och målgång i Guilin. Loppet var en del av UCI World Tour 2023 och vanns av nederländske Milan Vader från cykelstallet Team Jumbo–Visma.

## Deltagande lag
| WorldTeams (14)- Alpecin-Deceuninck - Bahrain Victorious - Bora-Hansgrohe - Cofidis - EF Education-EasyPost - Ineos Grenadiers - Intermarché-Circus-Wanty - Jumbo-Visma - Lidl-Trek - Movistar Team - Arkéa-Samsic - Team DSM-Firmenich - Team Jayco AlUla - UAE Team Emirates ProTeams (3)- Israel-Premier Tech - Lotto Dstny - Tudor Pro Cycling Team Landslag- Kina |
| |

## Etapper
| Etapp | Datum  | Start – mål       | type        | Distans (km) | Höjdskillnad (m) | Etappvinnare          | Totalledare    |
| ----- | ------ | ----------------- | ----------- | ------------ | ---------------- | --------------------- | -------------- |
| 1     | 12 okt | Beihai – Beihai   | Flack etapp | 135,6        | 725 m            | Elia Viviani          | Elia Viviani   |
| 2     | 13 okt | Beihai – Qinzhou  | Flack etapp | 149,6        | 619 m            | Jonathan Milan        | Jonathan Milan |
| 3     | 14 okt | Nanning – Nanning |             | 134,3        | 1 693 m          | Olav Kooij            | Dries De Bondt |
| 4     | 15 okt | Nanning – Mashan  | Kuperat     | 161,4        | 1 517 m          | Milan Vader           | Milan Vader    |
| 5     | 16 okt | Liuzhou – Guilin  |             | 209,6        | 1 875 m          | Juan Sebastián Molano | Milan Vader    |
| 6     | 17 okt | Guilin – Guilin   |             | 168,3        | 1 304 m          | Olav Kooij            | Milan Vader    |

### 1:a etappen
| Beihai - Beihai | Flack etapp | (135,6 km) |

| \| Placeringar i etappen \| Placeringar i etappen \| Placeringar i etappen \| Placeringar i etappen \| Placeringar i etappen \| \| Cyklist \| Cyklist \| Lag \| Tid \| \| \| --------------------- \| --------------------- \| ---------------------- \| --------------------- \| --------------------- \| \| 1. \| Elia Viviani \| Ineos Grenadiers \| 3t 01' 56" \| \| \| 2. \| Jonathan Milan \| Bahrain Victorious \| + 0" \| \| \| 3. \| Sam Bennett \| Bora-Hansgrohe \| + 0" \| \| \| 4. \| Arnaud De Lie \| Lotto Dstny \| + 0" \| \| \| 5. \| Olav Kooij \| Jumbo-Visma \| + 0" \| \| \| 6. \| Lionel Taminiaux \| Alpecin-Deceuninck \| + 0" \| \| \| 7. \| Max Walscheid \| Cofidis \| + 0" \| \| \| 8. \| Arvid de Kleijn \| Tudor Pro Cycling Team \| + 0" \| \| \| 9. \| Jensen Plowright \| Alpecin-Deceuninck \| + 0" \| \| \| 10. \| Jon Aberasturi \| Lidl-Trek \| + 0" \| \| |                  |                        |            |
| |                  |                        |            |
| Källa: ProCyclingStats |                  |                        |            |
| Placeringar i etappen |                  |                        |            |
| Cyklist | Cyklist          | Lag                    | Tid        |
| 1. | Elia Viviani     | Ineos Grenadiers       | 3t 01' 56" |
| 2. | Jonathan Milan   | Bahrain Victorious     | + 0"       |
| 3. | Sam Bennett      | Bora-Hansgrohe         | + 0"       |
| 4. | Arnaud De Lie    | Lotto Dstny            | + 0"       |
| 5. | Olav Kooij       | Jumbo-Visma            | + 0"       |
| 6. | Lionel Taminiaux | Alpecin-Deceuninck     | + 0"       |
| 7. | Max Walscheid    | Cofidis                | + 0"       |
| 8. | Arvid de Kleijn  | Tudor Pro Cycling Team | + 0"       |
| 9. | Jensen Plowright | Alpecin-Deceuninck     | + 0"       |
| 10. | Jon Aberasturi   | Lidl-Trek              | + 0"       |

| \| Totaltävlingen \| Totaltävlingen \| Totaltävlingen \| Totaltävlingen \| Totaltävlingen \| \| Cyklist \| Cyklist \| Lag \| Tid \| \| \| -------------- \| ---------------- \| ------------------- \| -------------- \| -------------- \| \| 1. \| Elia Viviani \| Ineos Grenadiers \| 3t 01' 46" \| \| \| 2. \| Jonathan Milan \| Bahrain Victorious \| + 4" \| \| \| 3. \| Dries De Bondt \| Alpecin-Deceuninck \| + 4" \| \| \| 4. \| Sam Bennett \| Bora-Hansgrohe \| + 6" \| \| \| 5. \| Omer Goldstein \| Israel-Premier Tech \| + 7" \| \| \| 6. \| Frederik Wandahl \| Bora-Hansgrohe \| + 8" \| \| \| 7. \| Louis Barré \| Arkéa-Samsic \| + 9" \| \| \| 8. \| Arnaud De Lie \| Lotto Dstny \| + 10" \| \| \| 9. \| Olav Kooij \| Jumbo-Visma \| + 10" \| \| \| 10. \| Lionel Taminiaux \| Alpecin-Deceuninck \| + 10" \| \| |                  |                     |            |
| |                  |                     |            |
| Källa: ProCyclingStats |                  |                     |            |
| Totaltävlingen |                  |                     |            |
| Cyklist | Cyklist          | Lag                 | Tid        |
| 1. | Elia Viviani     | Ineos Grenadiers    | 3t 01' 46" |
| 2. | Jonathan Milan   | Bahrain Victorious  | + 4"       |
| 3. | Dries De Bondt   | Alpecin-Deceuninck  | + 4"       |
| 4. | Sam Bennett      | Bora-Hansgrohe      | + 6"       |
| 5. | Omer Goldstein   | Israel-Premier Tech | + 7"       |
| 6. | Frederik Wandahl | Bora-Hansgrohe      | + 8"       |
| 7. | Louis Barré      | Arkéa-Samsic        | + 9"       |
| 8. | Arnaud De Lie    | Lotto Dstny         | + 10"      |
| 9. | Olav Kooij       | Jumbo-Visma         | + 10"      |
| 10. | Lionel Taminiaux | Alpecin-Deceuninck  | + 10"      |

### 2:a etappen
| Beihai - Qinzhou | Flack etapp | (149,6 km) |

| \| Placeringar i etappen \| Placeringar i etappen \| Placeringar i etappen \| Placeringar i etappen \| Placeringar i etappen \| \| Cyklist \| Cyklist \| Lag \| Tid \| \| \| --------------------- \| --------------------- \| ---------------------- \| --------------------- \| --------------------- \| \| 1. \| Jonathan Milan \| Bahrain Victorious \| 3t 15' 53" \| \| \| 2. \| Arvid de Kleijn \| Tudor Pro Cycling Team \| + 0" \| \| \| 3. \| Juan Sebastián Molano \| UAE Team Emirates \| + 0" \| \| \| 4. \| Max Kanter \| Movistar Team \| + 0" \| \| \| 5. \| Jhonatan Narváez \| Ineos Grenadiers \| + 0" \| \| \| 6. \| Sam Bennett \| Bora-Hansgrohe \| + 0" \| \| \| 7. \| Olav Kooij \| Jumbo-Visma \| + 0" \| \| \| 8. \| Ma Binyan \| Kina \| + 0" \| \| \| 9. \| Rüdiger Selig \| Lotto Dstny \| + 0" \| \| \| 10. \| Arnaud De Lie \| Lotto Dstny \| + 0" \| \| |                       |                        |            |
| |                       |                        |            |
| Källa: ProCyclingStats |                       |                        |            |
| Placeringar i etappen |                       |                        |            |
| Cyklist | Cyklist               | Lag                    | Tid        |
| 1. | Jonathan Milan        | Bahrain Victorious     | 3t 15' 53" |
| 2. | Arvid de Kleijn       | Tudor Pro Cycling Team | + 0"       |
| 3. | Juan Sebastián Molano | UAE Team Emirates      | + 0"       |
| 4. | Max Kanter            | Movistar Team          | + 0"       |
| 5. | Jhonatan Narváez      | Ineos Grenadiers       | + 0"       |
| 6. | Sam Bennett           | Bora-Hansgrohe         | + 0"       |
| 7. | Olav Kooij            | Jumbo-Visma            | + 0"       |
| 8. | Ma Binyan             | Kina                   | + 0"       |
| 9. | Rüdiger Selig         | Lotto Dstny            | + 0"       |
| 10. | Arnaud De Lie         | Lotto Dstny            | + 0"       |

| \| Totaltävlingen \| Totaltävlingen \| Totaltävlingen \| Totaltävlingen \| Totaltävlingen \| \| Cyklist \| Cyklist \| Lag \| Tid \| \| \| -------------- \| --------------------- \| ---------------------- \| -------------- \| -------------- \| \| 1. \| Jonathan Milan \| Bahrain Victorious \| 6t 17' 33" \| \| \| 2. \| Dries De Bondt \| Alpecin-Deceuninck \| + 4" \| \| \| 3. \| Elia Viviani \| Ineos Grenadiers \| + 6" \| \| \| 4. \| Arvid de Kleijn \| Tudor Pro Cycling Team \| + 10" \| \| \| 5. \| Sam Bennett \| Bora-Hansgrohe \| + 12" \| \| \| 6. \| Juan Sebastián Molano \| UAE Team Emirates \| + 12" \| \| \| 7. \| Jens Reynders \| Israel-Premier Tech \| + 13" \| \| \| 8. \| Omer Goldstein \| Israel-Premier Tech \| + 13" \| \| \| 9. \| Thomas Champion \| Cofidis \| + 13" \| \| \| 10. \| Frederik Wandahl \| Bora-Hansgrohe \| + 14" \| \| |                       |                        |            |
| |                       |                        |            |
| Källa: ProCyclingStats |                       |                        |            |
| Totaltävlingen |                       |                        |            |
| Cyklist | Cyklist               | Lag                    | Tid        |
| 1. | Jonathan Milan        | Bahrain Victorious     | 6t 17' 33" |
| 2. | Dries De Bondt        | Alpecin-Deceuninck     | + 4"       |
| 3. | Elia Viviani          | Ineos Grenadiers       | + 6"       |
| 4. | Arvid de Kleijn       | Tudor Pro Cycling Team | + 10"      |
| 5. | Sam Bennett           | Bora-Hansgrohe         | + 12"      |
| 6. | Juan Sebastián Molano | UAE Team Emirates      | + 12"      |
| 7. | Jens Reynders         | Israel-Premier Tech    | + 13"      |
| 8. | Omer Goldstein        | Israel-Premier Tech    | + 13"      |
| 9. | Thomas Champion       | Cofidis                | + 13"      |
| 10. | Frederik Wandahl      | Bora-Hansgrohe         | + 14"      |

### 3:e etappen
| Nanning - Nanning |  | (134,3 km) |

| \| Placeringar i etappen \| Placeringar i etappen \| Placeringar i etappen \| Placeringar i etappen \| Placeringar i etappen \| \| Cyklist \| Cyklist \| Lag \| Tid \| \| \| --------------------- \| --------------------- \| ------------------------ \| --------------------- \| --------------------- \| \| 1. \| Olav Kooij \| Jumbo-Visma \| 3t 04' 09" \| \| \| 2. \| Rick Pluimers \| Tudor Pro Cycling Team \| + 0" \| \| \| 3. \| Marijn van den Berg \| EF Education-EasyPost \| + 0" \| \| \| 4. \| Tobias Lund Andresen \| Team DSM-Firmenich \| + 0" \| \| \| 5. \| Lionel Taminiaux \| Alpecin-Deceuninck \| + 0" \| \| \| 6. \| Axel Mariault \| Cofidis \| + 0" \| \| \| 7. \| Laurenz Rex \| Intermarché-Circus-Wanty \| + 0" \| \| \| 8. \| Ethan Hayter \| Ineos Grenadiers \| + 0" \| \| \| 9. \| Jonathan Milan \| Bahrain Victorious \| + 0" \| \| \| 10. \| Johan Jacobs \| Movistar Team \| + 0" \| \| |                      |                          |            |
| |                      |                          |            |
| Källa: ProCyclingStats |                      |                          |            |
| Placeringar i etappen |                      |                          |            |
| Cyklist | Cyklist              | Lag                      | Tid        |
| 1. | Olav Kooij           | Jumbo-Visma              | 3t 04' 09" |
| 2. | Rick Pluimers        | Tudor Pro Cycling Team   | + 0"       |
| 3. | Marijn van den Berg  | EF Education-EasyPost    | + 0"       |
| 4. | Tobias Lund Andresen | Team DSM-Firmenich       | + 0"       |
| 5. | Lionel Taminiaux     | Alpecin-Deceuninck       | + 0"       |
| 6. | Axel Mariault        | Cofidis                  | + 0"       |
| 7. | Laurenz Rex          | Intermarché-Circus-Wanty | + 0"       |
| 8. | Ethan Hayter         | Ineos Grenadiers         | + 0"       |
| 9. | Jonathan Milan       | Bahrain Victorious       | + 0"       |
| 10. | Johan Jacobs         | Movistar Team            | + 0"       |

| \| Totaltävlingen \| Totaltävlingen \| Totaltävlingen \| Totaltävlingen \| Totaltävlingen \| \| Cyklist \| Cyklist \| Lag \| Tid \| \| \| -------------- \| --------------------- \| ---------------------- \| -------------- \| -------------- \| \| 1. \| Dries De Bondt \| Alpecin-Deceuninck \| 9t 21' 40" \| \| \| 2. \| Jonathan Milan \| Bahrain Victorious \| + 2" \| \| \| 3. \| Olav Kooij \| Jumbo-Visma \| + 8" \| \| \| 4. \| Rick Pluimers \| Tudor Pro Cycling Team \| + 12" \| \| \| 5. \| Marijn van den Berg \| EF Education-EasyPost \| + 14" \| \| \| 6. \| Juan Sebastián Molano \| UAE Team Emirates \| + 14" \| \| \| 7. \| Omer Goldstein \| Israel-Premier Tech \| + 15" \| \| \| 8. \| Thomas Champion \| Cofidis \| + 15" \| \| \| 9. \| Frederik Wandahl \| Bora-Hansgrohe \| + 15" \| \| \| 10. \| Louis Barré \| Arkéa-Samsic \| + 17" \| \| |                       |                        |            |
| |                       |                        |            |
| Källa: ProCyclingStats |                       |                        |            |
| Totaltävlingen |                       |                        |            |
| Cyklist | Cyklist               | Lag                    | Tid        |
| 1. | Dries De Bondt        | Alpecin-Deceuninck     | 9t 21' 40" |
| 2. | Jonathan Milan        | Bahrain Victorious     | + 2"       |
| 3. | Olav Kooij            | Jumbo-Visma            | + 8"       |
| 4. | Rick Pluimers         | Tudor Pro Cycling Team | + 12"      |
| 5. | Marijn van den Berg   | EF Education-EasyPost  | + 14"      |
| 6. | Juan Sebastián Molano | UAE Team Emirates      | + 14"      |
| 7. | Omer Goldstein        | Israel-Premier Tech    | + 15"      |
| 8. | Thomas Champion       | Cofidis                | + 15"      |
| 9. | Frederik Wandahl      | Bora-Hansgrohe         | + 15"      |
| 10. | Louis Barré           | Arkéa-Samsic           | + 17"      |

### 4:e etappen
| Nanning - Mashan | Kuperat | (161,4 km) |

| \| Placeringar i etappen \| Placeringar i etappen \| Placeringar i etappen \| Placeringar i etappen \| Placeringar i etappen \| \| Cyklist \| Cyklist \| Lag \| Tid \| \| \| --------------------- \| --------------------- \| --------------------- \| --------------------- \| --------------------- \| \| 1. \| Milan Vader \| Jumbo-Visma \| 3t 43' 45" \| \| \| 2. \| Rémy Rochas \| Cofidis \| + 2" \| \| \| 3. \| Hugh Carthy \| EF Education-EasyPost \| + 8" \| \| \| 4. \| Jesús David Peña \| Team Jayco AlUla \| + 8" \| \| \| 5. \| Felix Großschartner \| UAE Team Emirates \| + 8" \| \| \| 6. \| Sylvain Moniquet \| Lotto Dstny \| + 8" \| \| \| 7. \| Tim Wellens \| UAE Team Emirates \| + 8" \| \| \| 8. \| Matteo Jorgenson \| Movistar Team \| + 8" \| \| \| 9. \| Louis Barré \| Arkéa-Samsic \| + 8" \| \| \| 10. \| Ethan Hayter \| Ineos Grenadiers \| + 8" \| \| |                     |                       |            |
| |                     |                       |            |
| Källa: ProCyclingStats |                     |                       |            |
| Placeringar i etappen |                     |                       |            |
| Cyklist | Cyklist             | Lag                   | Tid        |
| 1. | Milan Vader         | Jumbo-Visma           | 3t 43' 45" |
| 2. | Rémy Rochas         | Cofidis               | + 2"       |
| 3. | Hugh Carthy         | EF Education-EasyPost | + 8"       |
| 4. | Jesús David Peña    | Team Jayco AlUla      | + 8"       |
| 5. | Felix Großschartner | UAE Team Emirates     | + 8"       |
| 6. | Sylvain Moniquet    | Lotto Dstny           | + 8"       |
| 7. | Tim Wellens         | UAE Team Emirates     | + 8"       |
| 8. | Matteo Jorgenson    | Movistar Team         | + 8"       |
| 9. | Louis Barré         | Arkéa-Samsic          | + 8"       |
| 10. | Ethan Hayter        | Ineos Grenadiers      | + 8"       |

| \| Totaltävlingen \| Totaltävlingen \| Totaltävlingen \| Totaltävlingen \| Totaltävlingen \| \| Cyklist \| Cyklist \| Lag \| Tid \| \| \| -------------- \| ------------------- \| --------------------- \| -------------- \| -------------- \| \| 1. \| Milan Vader \| Jumbo-Visma \| 13t 05' 33" \| \| \| 2. \| Rémy Rochas \| Cofidis \| + 6" \| \| \| 3. \| Hugh Carthy \| EF Education-EasyPost \| + 14" \| \| \| 4. \| Louis Barré \| Arkéa-Samsic \| + 17" \| \| \| 5. \| Matteo Jorgenson \| Movistar Team \| + 18" \| \| \| 6. \| Ethan Hayter \| Ineos Grenadiers \| + 18" \| \| \| 7. \| Felix Großschartner \| UAE Team Emirates \| + 18" \| \| \| 8. \| Jesús David Peña \| Team Jayco AlUla \| + 18" \| \| \| 9. \| Tim Wellens \| UAE Team Emirates \| + 18" \| \| \| 10. \| Sylvain Moniquet \| Lotto Dstny \| + 18" \| \| |                     |                       |             |
| |                     |                       |             |
| Källa: ProCyclingStats |                     |                       |             |
| Totaltävlingen |                     |                       |             |
| Cyklist | Cyklist             | Lag                   | Tid         |
| 1. | Milan Vader         | Jumbo-Visma           | 13t 05' 33" |
| 2. | Rémy Rochas         | Cofidis               | + 6"        |
| 3. | Hugh Carthy         | EF Education-EasyPost | + 14"       |
| 4. | Louis Barré         | Arkéa-Samsic          | + 17"       |
| 5. | Matteo Jorgenson    | Movistar Team         | + 18"       |
| 6. | Ethan Hayter        | Ineos Grenadiers      | + 18"       |
| 7. | Felix Großschartner | UAE Team Emirates     | + 18"       |
| 8. | Jesús David Peña    | Team Jayco AlUla      | + 18"       |
| 9. | Tim Wellens         | UAE Team Emirates     | + 18"       |
| 10. | Sylvain Moniquet    | Lotto Dstny           | + 18"       |

### 5:e etappen
| Liuzhou - Guilin |  | (209,6 km) |

| \| Placeringar i etappen \| Placeringar i etappen \| Placeringar i etappen \| Placeringar i etappen \| Placeringar i etappen \| \| Cyklist \| Cyklist \| Lag \| Tid \| \| \| --------------------- \| --------------------- \| ------------------------ \| --------------------- \| --------------------- \| \| 1. \| Juan Sebastián Molano \| UAE Team Emirates \| 4t 36' 54" \| \| \| 2. \| Olav Kooij \| Jumbo-Visma \| + 0" \| \| \| 3. \| Tobias Lund Andresen \| Team DSM-Firmenich \| + 0" \| \| \| 4. \| Jonathan Milan \| Bahrain Victorious \| + 0" \| \| \| 5. \| Arvid de Kleijn \| Tudor Pro Cycling Team \| + 0" \| \| \| 6. \| Jon Aberasturi \| Lidl-Trek \| + 0" \| \| \| 7. \| Max Kanter \| Movistar Team \| + 0" \| \| \| 8. \| Elia Viviani \| Ineos Grenadiers \| + 0" \| \| \| 9. \| Blake Quick \| Team Jayco AlUla \| + 0" \| \| \| 10. \| Laurenz Rex \| Intermarché-Circus-Wanty \| + 0" \| \| |                       |                          |            |
| |                       |                          |            |
| Källa: ProCyclingStats |                       |                          |            |
| Placeringar i etappen |                       |                          |            |
| Cyklist | Cyklist               | Lag                      | Tid        |
| 1. | Juan Sebastián Molano | UAE Team Emirates        | 4t 36' 54" |
| 2. | Olav Kooij            | Jumbo-Visma              | + 0"       |
| 3. | Tobias Lund Andresen  | Team DSM-Firmenich       | + 0"       |
| 4. | Jonathan Milan        | Bahrain Victorious       | + 0"       |
| 5. | Arvid de Kleijn       | Tudor Pro Cycling Team   | + 0"       |
| 6. | Jon Aberasturi        | Lidl-Trek                | + 0"       |
| 7. | Max Kanter            | Movistar Team            | + 0"       |
| 8. | Elia Viviani          | Ineos Grenadiers         | + 0"       |
| 9. | Blake Quick           | Team Jayco AlUla         | + 0"       |
| 10. | Laurenz Rex           | Intermarché-Circus-Wanty | + 0"       |

| \| Totaltävlingen \| Totaltävlingen \| Totaltävlingen \| Totaltävlingen \| Totaltävlingen \| \| Cyklist \| Cyklist \| Lag \| Tid \| \| \| -------------- \| ------------------- \| --------------------- \| -------------- \| -------------- \| \| 1. \| Milan Vader \| Jumbo-Visma \| 17t 42' 27" \| \| \| 2. \| Rémy Rochas \| Cofidis \| + 6" \| \| \| 3. \| Hugh Carthy \| EF Education-EasyPost \| + 14" \| \| \| 4. \| Tim Wellens \| UAE Team Emirates \| + 16" \| \| \| 5. \| Louis Barré \| Arkéa-Samsic \| + 17" \| \| \| 6. \| Matteo Jorgenson \| Movistar Team \| + 18" \| \| \| 7. \| Ethan Hayter \| Ineos Grenadiers \| + 18" \| \| \| 8. \| Jesús David Peña \| Team Jayco AlUla \| + 18" \| \| \| 9. \| Felix Großschartner \| UAE Team Emirates \| + 18" \| \| \| 10. \| Sylvain Moniquet \| Lotto Dstny \| + 18" \| \| |                     |                       |             |
| |                     |                       |             |
| Källa: ProCyclingStats |                     |                       |             |
| Totaltävlingen |                     |                       |             |
| Cyklist | Cyklist             | Lag                   | Tid         |
| 1. | Milan Vader         | Jumbo-Visma           | 17t 42' 27" |
| 2. | Rémy Rochas         | Cofidis               | + 6"        |
| 3. | Hugh Carthy         | EF Education-EasyPost | + 14"       |
| 4. | Tim Wellens         | UAE Team Emirates     | + 16"       |
| 5. | Louis Barré         | Arkéa-Samsic          | + 17"       |
| 6. | Matteo Jorgenson    | Movistar Team         | + 18"       |
| 7. | Ethan Hayter        | Ineos Grenadiers      | + 18"       |
| 8. | Jesús David Peña    | Team Jayco AlUla      | + 18"       |
| 9. | Felix Großschartner | UAE Team Emirates     | + 18"       |
| 10. | Sylvain Moniquet    | Lotto Dstny           | + 18"       |

### 6:e etappen
| Guilin - Guilin |  | (168,3 km) |

| \| Placeringar i etappen \| Placeringar i etappen \| Placeringar i etappen \| Placeringar i etappen \| Placeringar i etappen \| \| Cyklist \| Cyklist \| Lag \| Tid \| \| \| --------------------- \| --------------------- \| ---------------------- \| --------------------- \| --------------------- \| \| 1. \| Olav Kooij \| Jumbo-Visma \| 3t 34' 50" \| \| \| 2. \| Juan Sebastián Molano \| UAE Team Emirates \| + 0" \| \| \| 3. \| Ethan Hayter \| Ineos Grenadiers \| + 0" \| \| \| 4. \| Arvid de Kleijn \| Tudor Pro Cycling Team \| + 0" \| \| \| 5. \| Dušan Rajović \| Bahrain Victorious \| + 0" \| \| \| 6. \| Elia Viviani \| Ineos Grenadiers \| + 0" \| \| \| 7. \| Arnaud De Lie \| Lotto Dstny \| + 0" \| \| \| 8. \| Max Kanter \| Movistar Team \| + 0" \| \| \| 9. \| Rüdiger Selig \| Lotto Dstny \| + 0" \| \| \| 10. \| Max Walscheid \| Cofidis \| + 0" \| \| |                       |                        |            |
| |                       |                        |            |
| Källa: ProCyclingStats |                       |                        |            |
| Placeringar i etappen |                       |                        |            |
| Cyklist | Cyklist               | Lag                    | Tid        |
| 1. | Olav Kooij            | Jumbo-Visma            | 3t 34' 50" |
| 2. | Juan Sebastián Molano | UAE Team Emirates      | + 0"       |
| 3. | Ethan Hayter          | Ineos Grenadiers       | + 0"       |
| 4. | Arvid de Kleijn       | Tudor Pro Cycling Team | + 0"       |
| 5. | Dušan Rajović         | Bahrain Victorious     | + 0"       |
| 6. | Elia Viviani          | Ineos Grenadiers       | + 0"       |
| 7. | Arnaud De Lie         | Lotto Dstny            | + 0"       |
| 8. | Max Kanter            | Movistar Team          | + 0"       |
| 9. | Rüdiger Selig         | Lotto Dstny            | + 0"       |
| 10. | Max Walscheid         | Cofidis                | + 0"       |

## Resultat

### Sammanlagt
| \| Totaltävlingen \| Totaltävlingen \| Totaltävlingen \| Totaltävlingen \| Totaltävlingen \| \| Cyklist \| Cyklist \| Lag \| Tid \| \| \| -------------- \| ------------------- \| --------------------- \| -------------- \| -------------- \| \| 1. \| Milan Vader \| Jumbo-Visma \| 21t 17' 17" \| \| \| 2. \| Rémy Rochas \| Cofidis \| + 6" \| \| \| 3. \| Ethan Hayter \| Ineos Grenadiers \| + 11" \| \| \| 4. \| Hugh Carthy \| EF Education-EasyPost \| + 14" \| \| \| 5. \| Tim Wellens \| UAE Team Emirates \| + 16" \| \| \| 6. \| Louis Barré \| Arkéa-Samsic \| + 17" \| \| \| 7. \| Matteo Jorgenson \| Movistar Team \| + 18" \| \| \| 8. \| Jesús David Peña \| Team Jayco AlUla \| + 18" \| \| \| 9. \| Felix Großschartner \| UAE Team Emirates \| + 18" \| \| \| 10. \| Sylvain Moniquet \| Lotto Dstny \| + 18" \| \| |                     |                       |             |
| |                     |                       |             |
| Källa: ProCyclingStats |                     |                       |             |
| Totaltävlingen |                     |                       |             |
| Cyklist | Cyklist             | Lag                   | Tid         |
| 1. | Milan Vader         | Jumbo-Visma           | 21t 17' 17" |
| 2. | Rémy Rochas         | Cofidis               | + 6"        |
| 3. | Ethan Hayter        | Ineos Grenadiers      | + 11"       |
| 4. | Hugh Carthy         | EF Education-EasyPost | + 14"       |
| 5. | Tim Wellens         | UAE Team Emirates     | + 16"       |
| 6. | Louis Barré         | Arkéa-Samsic          | + 17"       |
| 7. | Matteo Jorgenson    | Movistar Team         | + 18"       |
| 8. | Jesús David Peña    | Team Jayco AlUla      | + 18"       |
| 9. | Felix Großschartner | UAE Team Emirates     | + 18"       |
| 10. | Sylvain Moniquet    | Lotto Dstny           | + 18"       |

### Övriga tävlingar
| Poängtävlingen | Poängtävlingen        | Poängtävlingen         | Poängtävlingen | Poängtävlingen |
| Cyklist        | Cyklist               | Lag                    | Poäng          |                |
| -------------- | --------------------- | ---------------------- | -------------- | -------------- |
| 1.             | Dries De Bondt        | Alpecin-Deceuninck     | 58 poäng       |                |
| 2.             | Olav Kooij            | Jumbo-Visma            | 50 poäng       |                |
| 3.             | Jonathan Milan        | Bahrain Victorious     | 34 poäng       |                |
| 4.             | Jens Reynders         | Israel-Premier Tech    | 30 poäng       |                |
| 5.             | Juan Sebastián Molano | UAE Team Emirates      | 29 poäng       |                |
| 6.             | Arvid de Kleijn       | Tudor Pro Cycling Team | 26 poäng       |                |
| 7.             | Elia Viviani          | Ineos Grenadiers       | 23 poäng       |                |
| 8.             | Jensen Plowright      | Alpecin-Deceuninck     | 20 poäng       |                |
| 9.             | Ethan Hayter          | Ineos Grenadiers       | 18 poäng       |                |
| 10.            | Max Kanter            | Movistar Team          | 16 poäng       |                |

| Poängtävlingen | Poängtävlingen        | Poängtävlingen         | Poängtävlingen | Poängtävlingen |
| Cyklist        | Cyklist               | Lag                    | Poäng          |                |
| -------------- | --------------------- | ---------------------- | -------------- | -------------- |
| 1.             | Dries De Bondt        | Alpecin-Deceuninck     | 58 poäng       |                |
| 2.             | Olav Kooij            | Jumbo-Visma            | 50 poäng       |                |
| 3.             | Jonathan Milan        | Bahrain Victorious     | 34 poäng       |                |
| 4.             | Jens Reynders         | Israel-Premier Tech    | 30 poäng       |                |
| 5.             | Juan Sebastián Molano | UAE Team Emirates      | 29 poäng       |                |
| 6.             | Arvid de Kleijn       | Tudor Pro Cycling Team | 26 poäng       |                |
| 7.             | Elia Viviani          | Ineos Grenadiers       | 23 poäng       |                |
| 8.             | Jensen Plowright      | Alpecin-Deceuninck     | 20 poäng       |                |
| 9.             | Ethan Hayter          | Ineos Grenadiers       | 18 poäng       |                |
| 10.            | Max Kanter            | Movistar Team          | 16 poäng       |                |

| Bergstävlingen | Bergstävlingen      | Bergstävlingen      | Bergstävlingen | Bergstävlingen |
| Cyklist        | Cyklist             | Lag                 | Poäng          |                |
| -------------- | ------------------- | ------------------- | -------------- | -------------- |
| 1.             | Frederik Wandahl    | Bora-Hansgrohe      | 73 poäng       |                |
| 2.             | Dries De Bondt      | Alpecin-Deceuninck  | 29 poäng       |                |
| 3.             | Ryan Mullen         | Bora-Hansgrohe      | 21 poäng       |                |
| 4.             | Juri Hollmann       | Movistar Team       | 20 poäng       |                |
| 5.             | Tim Wellens         | UAE Team Emirates   | 15 poäng       |                |
| 6.             | Johan Jacobs        | Movistar Team       | 15 poäng       |                |
| 7.             | Felix Großschartner | UAE Team Emirates   | 12 poäng       |                |
| 8.             | Óscar Rodríguez     | Movistar Team       | 10 poäng       |                |
| 9.             | Jens Reynders       | Israel-Premier Tech | 9 poäng        |                |
| 10.            | Matteo Jorgenson    | Movistar Team       | 6 poäng        |                |

| Bergstävlingen | Bergstävlingen      | Bergstävlingen      | Bergstävlingen | Bergstävlingen |
| Cyklist        | Cyklist             | Lag                 | Poäng          |                |
| -------------- | ------------------- | ------------------- | -------------- | -------------- |
| 1.             | Frederik Wandahl    | Bora-Hansgrohe      | 73 poäng       |                |
| 2.             | Dries De Bondt      | Alpecin-Deceuninck  | 29 poäng       |                |
| 3.             | Ryan Mullen         | Bora-Hansgrohe      | 21 poäng       |                |
| 4.             | Juri Hollmann       | Movistar Team       | 20 poäng       |                |
| 5.             | Tim Wellens         | UAE Team Emirates   | 15 poäng       |                |
| 6.             | Johan Jacobs        | Movistar Team       | 15 poäng       |                |
| 7.             | Felix Großschartner | UAE Team Emirates   | 12 poäng       |                |
| 8.             | Óscar Rodríguez     | Movistar Team       | 10 poäng       |                |
| 9.             | Jens Reynders       | Israel-Premier Tech | 9 poäng        |                |
| 10.            | Matteo Jorgenson    | Movistar Team       | 6 poäng        |                |

| Ungdomstävlingen | Ungdomstävlingen  | Ungdomstävlingen   | Ungdomstävlingen | Ungdomstävlingen |
| Cyklist          | Cyklist           | Lag                | Tid              |                  |
| ---------------- | ----------------- | ------------------ | ---------------- | ---------------- |
| 1.               | Ethan Hayter      | Ineos Grenadiers   | 21t 17' 28"      |                  |
| 2.               | Louis Barré       | Arkéa-Samsic       | + 6"             |                  |
| 3.               | Matteo Jorgenson  | Movistar Team      | + 7"             |                  |
| 4.               | Jesús David Peña  | Team Jayco AlUla   | + 7"             |                  |
| 5.               | Sylvain Moniquet  | Lotto Dstny        | + 7"             |                  |
| 6.               | Oscar Onley       | Team DSM-Firmenich | + 10"            |                  |
| 7.               | Axel Mariault     | Cofidis            | + 15"            |                  |
| 8.               | Giovanni Aleotti  | Bora-Hansgrohe     | + 18"            |                  |
| 9.               | Leo Hayter        | Ineos Grenadiers   | + 18"            |                  |
| 10.              | Filippo Baroncini | Lidl-Trek          | + 26"            |                  |

| Ungdomstävlingen | Ungdomstävlingen  | Ungdomstävlingen   | Ungdomstävlingen | Ungdomstävlingen |
| Cyklist          | Cyklist           | Lag                | Tid              |                  |
| ---------------- | ----------------- | ------------------ | ---------------- | ---------------- |
| 1.               | Ethan Hayter      | Ineos Grenadiers   | 21t 17' 28"      |                  |
| 2.               | Louis Barré       | Arkéa-Samsic       | + 6"             |                  |
| 3.               | Matteo Jorgenson  | Movistar Team      | + 7"             |                  |
| 4.               | Jesús David Peña  | Team Jayco AlUla   | + 7"             |                  |
| 5.               | Sylvain Moniquet  | Lotto Dstny        | + 7"             |                  |
| 6.               | Oscar Onley       | Team DSM-Firmenich | + 10"            |                  |
| 7.               | Axel Mariault     | Cofidis            | + 15"            |                  |
| 8.               | Giovanni Aleotti  | Bora-Hansgrohe     | + 18"            |                  |
| 9.               | Leo Hayter        | Ineos Grenadiers   | + 18"            |                  |
| 10.              | Filippo Baroncini | Lidl-Trek          | + 26"            |                  |

| Lagtävlingen | Lagtävlingen          | Lagtävlingen | Lagtävlingen |
| Lag          | Lag                   | Tid          |              |
| ------------ | --------------------- | ------------ | ------------ |
| 1.           | Cofidis               | 63t 52' 55"  |              |
| 2.           | Ineos Grenadiers      | + 16"        |              |
| 3.           | EF Education-EasyPost | + 33"        |              |
| 4.           | UAE Team Emirates     | + 1' 22"     |              |
| 5.           | Arkéa-Samsic          | + 1' 30"     |              |
| 6.           | Movistar Team         | + 1' 32"     |              |
| 7.           | Bora-Hansgrohe        | + 2' 46"     |              |
| 8.           | Team Jayco AlUla      | + 2' 55"     |              |
| 9.           | Israel-Premier Tech   | + 2' 57"     |              |
| 10.          | Lotto Dstny           | + 4' 26"     |              |

| Lagtävlingen | Lagtävlingen          | Lagtävlingen | Lagtävlingen |
| Lag          | Lag                   | Tid          |              |
| ------------ | --------------------- | ------------ | ------------ |
| 1.           | Cofidis               | 63t 52' 55"  |              |
| 2.           | Ineos Grenadiers      | + 16"        |              |
| 3.           | EF Education-EasyPost | + 33"        |              |
| 4.           | UAE Team Emirates     | + 1' 22"     |              |
| 5.           | Arkéa-Samsic          | + 1' 30"     |              |
| 6.           | Movistar Team         | + 1' 32"     |              |
| 7.           | Bora-Hansgrohe        | + 2' 46"     |              |
| 8.           | Team Jayco AlUla      | + 2' 55"     |              |
| 9.           | Israel-Premier Tech   | + 2' 57"     |              |
| 10.          | Lotto Dstny           | + 4' 26"     |              |

## Startlista
| Movistar Team MOV | Movistar Team MOV      | Movistar Team MOV |
| ----------------- | ---------------------- | ----------------- |
| #                 | Cyklist                | Placering         |
| 1                 | Abner González (PUR)   | 88.               |
| 2                 | Juri Hollmann (GER)    | 29.               |
| 3                 | Johan Jacobs (SUI)     | 59.               |
| 4                 | Matteo Jorgenson (USA) | 7.                |
| 5                 | Max Kanter (GER)       | 44.               |
| 6                 | Óscar Rodríguez (ESP)  | 33.               |
| 7                 | Iván Sosa (COL)        | 35.               |

| Alpecin-Deceuninck ADC | Alpecin-Deceuninck ADC      | Alpecin-Deceuninck ADC |
| ---------------------- | --------------------------- | ---------------------- |
| #                      | Cyklist                     | Placering              |
| 11                     | Dries De Bondt (BEL)        | 45.                    |
| 12                     | Senne Leysen (BEL)          | 40.                    |
| 13                     | Jakub Mareczko (ITA)        | 106.                   |
| 14                     | Edward Planckaert (BEL)     | 54.                    |
| 15                     | Jensen Plowright (AUS)      | 68.                    |
| 16                     | Lionel Taminiaux (BEL)      | 67.                    |
| 17                     | Fabio Van den Bossche (BEL) | 53.                    |

| Bahrain Victorious TBV | Bahrain Victorious TBV      | Bahrain Victorious TBV |
| ---------------------- | --------------------------- | ---------------------- |
| #                      | Cyklist                     | Placering              |
| 21                     | Rainer Kepplinger (AUT)     | 21.                    |
| 22                     | Filip Maciejuk (POL)        | 85.                    |
| 23                     | Ahmed Madan (BRN )          | 109.                   |
| 24                     | Jonathan Milan (ITA)        | 48.                    |
| 25                     | Dušan Rajović (SRB)         | 71.                    |
| 26                     | Johan Price-Pejtersen (DEN) | 97.                    |
| 27                     | Cameron Scott (AUS)         | 75.                    |

| Bora-Hansgrohe BOH | Bora-Hansgrohe BOH          | Bora-Hansgrohe BOH |
| ------------------ | --------------------------- | ------------------ |
| #                  | Cyklist                     | Placering          |
| 31                 | Maximilian Schachmann (GER) | 30.                |
| 32                 | Shane Archbold (NZL)        | 100.               |
| 33                 | Cesare Benedetti (POL)      | 52.                |
| 34                 | Sam Bennett (IRL)           | 108.               |
| 35                 | Ryan Mullen (IRL)           | 93.                |
| 36                 | Giovanni Aleotti (ITA)      | 14.                |
| 37                 | Frederik Wandahl (DEN)      | 38.                |

| Cofidis COF | Cofidis COF                   | Cofidis COF |
| ----------- | ----------------------------- | ----------- |
| #           | Cyklist                       | Placering   |
| 41          | Thomas Champion (FRA)         | 26.         |
| 42          | Rubén Fernández Andújar (ESP) | 13.         |
| 43          | Axel Mariault (FRA)           | 12.         |
| 44          | Christophe Noppe (BEL)        | 103.        |
| 45          | Rémy Rochas (FRA)             | 2.          |
| 46          | Benjamin Thomas (FRA)         | DNF-6       |
| 47          | Max Walscheid (GER)           | 60.         |

| EF Education-EasyPost EFE | EF Education-EasyPost EFE       | EF Education-EasyPost EFE |
| ------------------------- | ------------------------------- | ------------------------- |
| #                         | Cyklist                         | Placering                 |
| 51                        | Rigoberto Urán (COL)            | 19.                       |
| 52                        | Hugh Carthy (GBR)               | 4.                        |
| 53                        | Esteban Chaves (COL) (landsväg) | 22.                       |
| 54                        | Jens Keukeleire (BEL)           | 69.                       |
| 55                        | Jonas Rutsch (GER)              | 50.                       |
| 56                        | Marijn van den Berg (NED)       | 49.                       |
| 57                        | Julius van den Berg (NED)       | DNS-6                     |

| Ineos Grenadiers IGD | Ineos Grenadiers IGD        | Ineos Grenadiers IGD |
| -------------------- | --------------------------- | -------------------- |
| #                    | Cyklist                     | Placering            |
| 61                   | Ethan Hayter (GBR)          | 3.                   |
| 62                   | Leo Hayter (GBR)            | 15.                  |
| 63                   | Michael Leonard (CAN)       | 72.                  |
| 64                   | Jhonatan Narváez (ECU)      | 17.                  |
| 65                   | Luke Plapp (AUS) (landsväg) | DNF-4                |
| 66                   | Luke Rowe (GBR)             | 84.                  |
| 67                   | Elia Viviani (ITA)          | 74.                  |

| Intermarché-Circus-Wanty ICW | Intermarché-Circus-Wanty ICW | Intermarché-Circus-Wanty ICW |
| ---------------------------- | ---------------------------- | ---------------------------- |
| #                            | Cyklist                      | Placering                    |
| 71                           | Sven Erik Bystrøm (NOR)      | 18.                          |
| 72                           | Rune Herregodts (BEL)        | 78.                          |
| 73                           | Julius Johansen (DEN)        | 55.                          |
| 74                           | Madis Mihkels (EST)          | DNS-1                        |
| 75                           | Adrien Petit (FRA)           | 83.                          |
| 76                           | Laurenz Rex (BEL)            | 43.                          |
| 77                           | Gerben Thijssen (BEL)        | DNS-1                        |

| Jumbo-Visma TJV | Jumbo-Visma TJV         | Jumbo-Visma TJV |
| --------------- | ----------------------- | --------------- |
| #               | Cyklist                 | Placering       |
| 81              | Olav Kooij (NED)        | 63.             |
| 82              | Steven Kruijswijk (NED) | 25.             |
| 85              | Milan Vader (NED)       | 1.              |
| 86              | Mick van Dijke (NED)    | 102.            |
| 87              | Tim van Dijke (NED)     | 57.             |

| Lidl-Trek LTK | Lidl-Trek LTK           | Lidl-Trek LTK |
| ------------- | ----------------------- | ------------- |
| #             | Cyklist                 | Placering     |
| 91            | Jon Aberasturi (ESP)    | 73.           |
| 92            | Filippo Baroncini (ITA) | 20.           |
| 94            | Dario Cataldo (ITA)     | 89.           |
| 95            | Asbjørn Hellemose (DEN) | 24.           |
| 97            | Antwan Tolhoek (NED)    | 98.           |

| Arkéa-Samsic ARK | Arkéa-Samsic ARK         | Arkéa-Samsic ARK |
| ---------------- | ------------------------ | ---------------- |
| #                | Cyklist                  | Placering        |
| 101              | Louis Barré (FRA)        | 6.               |
| 102              | Amaury Capiot (BEL)      | 39.              |
| 103              | David Dekker (NED)       | 79.              |
| 104              | Donavan Grondin (FRA)    | 47.              |
| 105              | Alessandro Verre (ITA)   | 37.              |
| 106              | Alan Riou (FRA)          | 101.             |
| 107              | Cristián Rodríguez (ESP) | 16.              |

| Team DSM-Firmenich DSM | Team DSM-Firmenich DSM        | Team DSM-Firmenich DSM |
| ---------------------- | ----------------------------- | ---------------------- |
| #                      | Cyklist                       | Placering              |
| 111                    | Tobias Lund Andresen (DEN)    | 66.                    |
| 112                    | Patrick Bevin (NZL)           | 86.                    |
| 113                    | Jonas Iversby Hvideberg (NOR) | 42.                    |
| 114                    | Andreas Leknessund (NOR)      | DNS-1                  |
| 115                    | Niklas Märkl (GER)            | 87.                    |
| 116                    | Oscar Onley (GBR)             | 11.                    |
| 117                    | Sam Welsford (AUS)            | DNS-1                  |

| Team Jayco AlUla JAY | Team Jayco AlUla JAY          | Team Jayco AlUla JAY |
| -------------------- | ----------------------------- | -------------------- |
| #                    | Cyklist                       | Placering            |
| 121                  | Amund Grøndahl Jansen (NOR)   | 81.                  |
| 122                  | Christopher Juul-Jensen (DEN) | 41.                  |
| 123                  | Jesús David Peña (COL)        | 8.                   |
| 124                  | Rudy Porter (AUS)             | 28.                  |
| 125                  | Lukas Pöstlberger (AUT)       | 90.                  |
| 126                  | Blake Quick (AUS)             | 80.                  |
| 127                  | Zdeněk Štybar (CZE)           | 77.                  |

| UAE Team Emirates UAD | UAE Team Emirates UAD         | UAE Team Emirates UAD |
| --------------------- | ----------------------------- | --------------------- |
| #                     | Cyklist                       | Placering             |
| 131                   | Ivo Oliveira (POR) (landsväg) | 62.                   |
| 132                   | George Bennett (NZL)          | DNS-4                 |
| 133                   | Felix Großschartner (AUT)     | 9.                    |
| 134                   | Vegard Stake Laengen (NOR)    | 58.                   |
| 135                   | Juan Sebastián Molano (COL)   | 61.                   |
| 136                   | Michael Vink (NZL)            | 34.                   |
| 137                   | Tim Wellens (BEL)             | 5.                    |

| Israel-Premier Tech IPT | Israel-Premier Tech IPT | Israel-Premier Tech IPT |
| ----------------------- | ----------------------- | ----------------------- |
| #                       | Cyklist                 | Placering               |
| 141                     | Sebastian Berwick (AUS) | 32.                     |
| 142                     | Itamar Einhorn (ISR)    | DNF-3                   |
| 143                     | Omer Goldstein (ISR)    | 27.                     |
| 144                     | Mason Hollyman (GBR)    | 31.                     |
| 145                     | Taj Jones (AUS)         | 107.                    |
| 146                     | Jens Reynders (BEL)     | 64.                     |

| Lotto Dstny LTD | Lotto Dstny LTD           | Lotto Dstny LTD |
| --------------- | ------------------------- | --------------- |
| #               | Cyklist                   | Placering       |
| 151             | Johannes Adamietz (GER)   | 65.             |
| 152             | Thomas De Gendt (BEL)     | 56.             |
| 153             | Arnaud De Lie (BEL)       | 46.             |
| 154             | Sylvain Moniquet (BEL)    | 10.             |
| 155             | Mathijs Paasschens (NED)  | 70.             |
| 156             | Michael Schwarzmann (GER) | 82.             |
| 157             | Rüdiger Selig (GER)       | 92.             |

| Tudor Pro Cycling Team TUD | Tudor Pro Cycling Team TUD     | Tudor Pro Cycling Team TUD |
| -------------------------- | ------------------------------ | -------------------------- |
| #                          | Cyklist                        | Placering                  |
| 161                        | Sebastian Kolze Changizi (DEN) | 76.                        |
| 162                        | Arvid de Kleijn (NED)          | 91.                        |
| 163                        | Petr Kelemen (CZE)             | 51.                        |
| 164                        | Rick Pluimers (NED)            | 36.                        |
| 165                        | Yannis Voisard (SUI)           | 23.                        |
| 166                        | Maikel Zijlaard (NED)          | 94.                        |

| Kina CHN | Kina CHN       | Kina CHN  |
| -------- | -------------- | --------- |
| #        | Cyklist        | Placering |
| 171      | Liu Jiankun    | 99.       |
| 172      | Ma Binyan      | 96.       |
| 173      | Yikui Niu      | 95.       |
| 174      | Su Haoyu       | 104.      |
| 175      | Sun Changsheng | 105.      |

| Movistar Team MOV | Movistar Team MOV      | Movistar Team MOV |
| ----------------- | ---------------------- | ----------------- |
| #                 | Cyklist                | Placering         |
| 1                 | Abner González (PUR)   | 88.               |
| 2                 | Juri Hollmann (GER)    | 29.               |
| 3                 | Johan Jacobs (SUI)     | 59.               |
| 4                 | Matteo Jorgenson (USA) | 7.                |
| 5                 | Max Kanter (GER)       | 44.               |
| 6                 | Óscar Rodríguez (ESP)  | 33.               |
| 7                 | Iván Sosa (COL)        | 35.               |

| Alpecin-Deceuninck ADC | Alpecin-Deceuninck ADC      | Alpecin-Deceuninck ADC |
| ---------------------- | --------------------------- | ---------------------- |
| #                      | Cyklist                     | Placering              |
| 11                     | Dries De Bondt (BEL)        | 45.                    |
| 12                     | Senne Leysen (BEL)          | 40.                    |
| 13                     | Jakub Mareczko (ITA)        | 106.                   |
| 14                     | Edward Planckaert (BEL)     | 54.                    |
| 15                     | Jensen Plowright (AUS)      | 68.                    |
| 16                     | Lionel Taminiaux (BEL)      | 67.                    |
| 17                     | Fabio Van den Bossche (BEL) | 53.                    |

| Bahrain Victorious TBV | Bahrain Victorious TBV      | Bahrain Victorious TBV |
| ---------------------- | --------------------------- | ---------------------- |
| #                      | Cyklist                     | Placering              |
| 21                     | Rainer Kepplinger (AUT)     | 21.                    |
| 22                     | Filip Maciejuk (POL)        | 85.                    |
| 23                     | Ahmed Madan (BRN )          | 109.                   |
| 24                     | Jonathan Milan (ITA)        | 48.                    |
| 25                     | Dušan Rajović (SRB)         | 71.                    |
| 26                     | Johan Price-Pejtersen (DEN) | 97.                    |
| 27                     | Cameron Scott (AUS)         | 75.                    |

| Bora-Hansgrohe BOH | Bora-Hansgrohe BOH          | Bora-Hansgrohe BOH |
| ------------------ | --------------------------- | ------------------ |
| #                  | Cyklist                     | Placering          |
| 31                 | Maximilian Schachmann (GER) | 30.                |
| 32                 | Shane Archbold (NZL)        | 100.               |
| 33                 | Cesare Benedetti (POL)      | 52.                |
| 34                 | Sam Bennett (IRL)           | 108.               |
| 35                 | Ryan Mullen (IRL)           | 93.                |
| 36                 | Giovanni Aleotti (ITA)      | 14.                |
| 37                 | Frederik Wandahl (DEN)      | 38.                |

| Cofidis COF | Cofidis COF                   | Cofidis COF |
| ----------- | ----------------------------- | ----------- |
| #           | Cyklist                       | Placering   |
| 41          | Thomas Champion (FRA)         | 26.         |
| 42          | Rubén Fernández Andújar (ESP) | 13.         |
| 43          | Axel Mariault (FRA)           | 12.         |
| 44          | Christophe Noppe (BEL)        | 103.        |
| 45          | Rémy Rochas (FRA)             | 2.          |
| 46          | Benjamin Thomas (FRA)         | DNF-6       |
| 47          | Max Walscheid (GER)           | 60.         |

| EF Education-EasyPost EFE | EF Education-EasyPost EFE       | EF Education-EasyPost EFE |
| ------------------------- | ------------------------------- | ------------------------- |
| #                         | Cyklist                         | Placering                 |
| 51                        | Rigoberto Urán (COL)            | 19.                       |
| 52                        | Hugh Carthy (GBR)               | 4.                        |
| 53                        | Esteban Chaves (COL) (landsväg) | 22.                       |
| 54                        | Jens Keukeleire (BEL)           | 69.                       |
| 55                        | Jonas Rutsch (GER)              | 50.                       |
| 56                        | Marijn van den Berg (NED)       | 49.                       |
| 57                        | Julius van den Berg (NED)       | DNS-6                     |

| Ineos Grenadiers IGD | Ineos Grenadiers IGD        | Ineos Grenadiers IGD |
| -------------------- | --------------------------- | -------------------- |
| #                    | Cyklist                     | Placering            |
| 61                   | Ethan Hayter (GBR)          | 3.                   |
| 62                   | Leo Hayter (GBR)            | 15.                  |
| 63                   | Michael Leonard (CAN)       | 72.                  |
| 64                   | Jhonatan Narváez (ECU)      | 17.                  |
| 65                   | Luke Plapp (AUS) (landsväg) | DNF-4                |
| 66                   | Luke Rowe (GBR)             | 84.                  |
| 67                   | Elia Viviani (ITA)          | 74.                  |

| Intermarché-Circus-Wanty ICW | Intermarché-Circus-Wanty ICW | Intermarché-Circus-Wanty ICW |
| ---------------------------- | ---------------------------- | ---------------------------- |
| #                            | Cyklist                      | Placering                    |
| 71                           | Sven Erik Bystrøm (NOR)      | 18.                          |
| 72                           | Rune Herregodts (BEL)        | 78.                          |
| 73                           | Julius Johansen (DEN)        | 55.                          |
| 74                           | Madis Mihkels (EST)          | DNS-1                        |
| 75                           | Adrien Petit (FRA)           | 83.                          |
| 76                           | Laurenz Rex (BEL)            | 43.                          |
| 77                           | Gerben Thijssen (BEL)        | DNS-1                        |

| Jumbo-Visma TJV | Jumbo-Visma TJV         | Jumbo-Visma TJV |
| --------------- | ----------------------- | --------------- |
| #               | Cyklist                 | Placering       |
| 81              | Olav Kooij (NED)        | 63.             |
| 82              | Steven Kruijswijk (NED) | 25.             |
| 85              | Milan Vader (NED)       | 1.              |
| 86              | Mick van Dijke (NED)    | 102.            |
| 87              | Tim van Dijke (NED)     | 57.             |

| Lidl-Trek LTK | Lidl-Trek LTK           | Lidl-Trek LTK |
| ------------- | ----------------------- | ------------- |
| #             | Cyklist                 | Placering     |
| 91            | Jon Aberasturi (ESP)    | 73.           |
| 92            | Filippo Baroncini (ITA) | 20.           |
| 94            | Dario Cataldo (ITA)     | 89.           |
| 95            | Asbjørn Hellemose (DEN) | 24.           |
| 97            | Antwan Tolhoek (NED)    | 98.           |

| Arkéa-Samsic ARK | Arkéa-Samsic ARK         | Arkéa-Samsic ARK |
| ---------------- | ------------------------ | ---------------- |
| #                | Cyklist                  | Placering        |
| 101              | Louis Barré (FRA)        | 6.               |
| 102              | Amaury Capiot (BEL)      | 39.              |
| 103              | David Dekker (NED)       | 79.              |
| 104              | Donavan Grondin (FRA)    | 47.              |
| 105              | Alessandro Verre (ITA)   | 37.              |
| 106              | Alan Riou (FRA)          | 101.             |
| 107              | Cristián Rodríguez (ESP) | 16.              |

| Team DSM-Firmenich DSM | Team DSM-Firmenich DSM        | Team DSM-Firmenich DSM |
| ---------------------- | ----------------------------- | ---------------------- |
| #                      | Cyklist                       | Placering              |
| 111                    | Tobias Lund Andresen (DEN)    | 66.                    |
| 112                    | Patrick Bevin (NZL)           | 86.                    |
| 113                    | Jonas Iversby Hvideberg (NOR) | 42.                    |
| 114                    | Andreas Leknessund (NOR)      | DNS-1                  |
| 115                    | Niklas Märkl (GER)            | 87.                    |
| 116                    | Oscar Onley (GBR)             | 11.                    |
| 117                    | Sam Welsford (AUS)            | DNS-1                  |

| Team Jayco AlUla JAY | Team Jayco AlUla JAY          | Team Jayco AlUla JAY |
| -------------------- | ----------------------------- | -------------------- |
| #                    | Cyklist                       | Placering            |
| 121                  | Amund Grøndahl Jansen (NOR)   | 81.                  |
| 122                  | Christopher Juul-Jensen (DEN) | 41.                  |
| 123                  | Jesús David Peña (COL)        | 8.                   |
| 124                  | Rudy Porter (AUS)             | 28.                  |
| 125                  | Lukas Pöstlberger (AUT)       | 90.                  |
| 126                  | Blake Quick (AUS)             | 80.                  |
| 127                  | Zdeněk Štybar (CZE)           | 77.                  |

| UAE Team Emirates UAD | UAE Team Emirates UAD         | UAE Team Emirates UAD |
| --------------------- | ----------------------------- | --------------------- |
| #                     | Cyklist                       | Placering             |
| 131                   | Ivo Oliveira (POR) (landsväg) | 62.                   |
| 132                   | George Bennett (NZL)          | DNS-4                 |
| 133                   | Felix Großschartner (AUT)     | 9.                    |
| 134                   | Vegard Stake Laengen (NOR)    | 58.                   |
| 135                   | Juan Sebastián Molano (COL)   | 61.                   |
| 136                   | Michael Vink (NZL)            | 34.                   |
| 137                   | Tim Wellens (BEL)             | 5.                    |

| Israel-Premier Tech IPT | Israel-Premier Tech IPT | Israel-Premier Tech IPT |
| ----------------------- | ----------------------- | ----------------------- |
| #                       | Cyklist                 | Placering               |
| 141                     | Sebastian Berwick (AUS) | 32.                     |
| 142                     | Itamar Einhorn (ISR)    | DNF-3                   |
| 143                     | Omer Goldstein (ISR)    | 27.                     |
| 144                     | Mason Hollyman (GBR)    | 31.                     |
| 145                     | Taj Jones (AUS)         | 107.                    |
| 146                     | Jens Reynders (BEL)     | 64.                     |

| Lotto Dstny LTD | Lotto Dstny LTD           | Lotto Dstny LTD |
| --------------- | ------------------------- | --------------- |
| #               | Cyklist                   | Placering       |
| 151             | Johannes Adamietz (GER)   | 65.             |
| 152             | Thomas De Gendt (BEL)     | 56.             |
| 153             | Arnaud De Lie (BEL)       | 46.             |
| 154             | Sylvain Moniquet (BEL)    | 10.             |
| 155             | Mathijs Paasschens (NED)  | 70.             |
| 156             | Michael Schwarzmann (GER) | 82.             |
| 157             | Rüdiger Selig (GER)       | 92.             |

| Tudor Pro Cycling Team TUD | Tudor Pro Cycling Team TUD     | Tudor Pro Cycling Team TUD |
| -------------------------- | ------------------------------ | -------------------------- |
| #                          | Cyklist                        | Placering                  |
| 161                        | Sebastian Kolze Changizi (DEN) | 76.                        |
| 162                        | Arvid de Kleijn (NED)          | 91.                        |
| 163                        | Petr Kelemen (CZE)             | 51.                        |
| 164                        | Rick Pluimers (NED)            | 36.                        |
| 165                        | Yannis Voisard (SUI)           | 23.                        |
| 166                        | Maikel Zijlaard (NED)          | 94.                        |

| Kina CHN | Kina CHN       | Kina CHN  |
| -------- | -------------- | --------- |
| #        | Cyklist        | Placering |
| 171      | Liu Jiankun    | 99.       |
| 172      | Ma Binyan      | 96.       |
| 173      | Yikui Niu      | 95.       |
| 174      | Su Haoyu       | 104.      |
| 175      | Sun Changsheng | 105.      |

Förklaringar
DNF = Fullföljde inte, OTL = Utanför tidsgränsen, DNS = Startade inte, DSQ = Diskvalificerad